# Mirosław Michalak
Mirosław Michalak (* 24. října 1961, Krosno Odrzańskie) je římskokatolický kněz polské národnosti, inkardinovaný do włocławecké diecéze. V letech 1993 až 2011 působil v České republice, v letech 2008 až 2011 byl arciděkanem trutnovským.
Narodil se v malém městě Krosno Odrzańskie v západní části Polska nedaleko hranice s Německem jako syn Kazimíra a Kazimíry Michalakových. Po absolvování gymnázia v Konině vystudoval kněžský seminář ve Włocławku a současně teologickou fakultu v Lublinu. Dne 15. června 1985 byl vysvěcen na jáhna a 15. června 1986 na kněze, poté působil jako farní vikář postupně ve třech farnostech włocławecké diecéze (Choceń, Szadek, Kłodawa a Zduńska Wola). Rovněž se angažoval v hnutí Světlo-Život a účastnil se práce s mládeží.
Poté odešel na žádost biskupa Bronisława Dembowského v rámci misionářské služby do královéhradecké diecéze a od 1. srpna 1993 se stal administrátorem farnosti Rokytnice v Orlických horách, kde setrval sedm let. K 1. září 1993 byl ustanoven administrátorem farnosti Přibyslav a od 1. července 2003 administrátorem arciděkanství v Trutnově a okrskovým vikářem trutnovského vikariátu. V lednu 2008 byl jmenován arciděkanem v Trutnově a od 1. srpna 2010 se stal rovněž administrátorem excurrendo farnosti v Trutnově-Poříčí. Za jeho působení došlo k rekonstrukci filiálního kostela sv. Josefa ve Voletinách.
K 1. srpnu 2011 byl ze svých funkcí uvolněn a vrátil se do włocławecké diecéze, kde působí jako duchovní správce ve farnosti Boniewo. Okrskovým vikářem trutnovského vikariátu zůstal do 30. září 2011.